# Queen's Club Championships 2024
I Queen's Club Championships 2024, ufficialmente Cinch Championships 2024 per motivi di sponsorizzazione, sono stati un torneo di tennis giocato sull'erba. Si è trattato della 130ª edizione del torneo facente parte dell'ATP Tour 500 nell'ambito dell'ATP Tour 2024. Si è giocato al Queen's Club di Londra, in Regno Unito, dal 17 al 23 giugno 2024.

## Partecipanti al singolare

### Teste di serie
| Nazionalità | Giocatore       | Ranking* | Testa di serie |
| ----------- | --------------- | -------- | -------------- |
| Spagna      | Carlos Alcaraz  | 2        | 1              |
| Australia   | Alex de Minaur  | 9        | 2              |
| Bulgaria    | Grigor Dimitrov | 10       | 3              |
| Stati Uniti | Taylor Fritz    | 12       | 4              |
| Stati Uniti | Tommy Paul      | 13       | 5              |
| Stati Uniti | Ben Shelton     | 14       | 6              |
| Danimarca   | Holger Rune     | 15       | 7              |
| Francia     | Ugo Humbert     | 16       | 8              |

* Ranking al 10 giugno 2024.

#### Altri partecipanti
I seguenti giocatori hanno ricevuto una wildcard per il tabellone principale:
- Daniel Evans
- Billy Harris
- Andy Murray

Il seguente giocatore è entrato in tabellone con il ranking protetto:
- Milos Raonic

Il seguente giocatore è entrato in tabellone come special exempt:
- Brandon Nakashima

I seguenti giocatori sono entrati nel tabellone principale passando dalle qualificazioni:

- Alexei Popyrin
- Giovanni Mpetshi Perricard
- Rinky Hijikata
- Tarō Daniel

### Ritiri
Prima del torneo
- Jiří Lehečka → sostituito da  Matteo Arnaldi

## Partecipanti al doppio

### Teste di serie
| Nazione     | Giocatore         | Nazione       | Giocatore              | Ranking* | Testa di serie |
| ----------- | ----------------- | ------------- | ---------------------- | -------- | -------------- |
| India       | Rohan Bopanna     | Australia     | Matthew Ebden          | 5        | 1              |
| Stati Uniti | Rajeev Ram        | Regno Unito   | Joe Salisbury          | 11       | 2              |
| El Salvador | Marcelo Arévalo   | Croazia       | Mate Pavić             | 16       | 3              |
| Croazia     | Ivan Dodig        | Stati Uniti   | Austin Krajicek        | 28       | 4              |
| Paesi Bassi | Wesley Koolhof    | Croazia       | Nikola Mektić          | 29       | 5              |
| Messico     | Santiago González | Francia       | Édouard Roger-Vasselin | 30       | 6              |
| Regno Unito | Neal Skupski      | Nuova Zelanda | Michael Venus          | 38       | 7              |
| Austria     | Alexander Erler   | Austria       | Lucas Miedler          | 80       | 8              |

* Ranking al 10 giugno 2024.

### Altri partecipanti
Le seguenti coppie di giocatori hanno ricevuto una wildcard per il tabellone principale:
- Jack Draper /  Cameron Norrie
- Daniel Evans /  Andy Murray

La seguente coppia di giocatori è passata dalle qualificazioni:
- Julian Cash /  Robert Galloway

Le seguenti coppie di giocatori sono entrate in tabellone come lucky loser:
- John Peers /  Jordan Thompson
- Alexander Erler /  Lucas Miedler

### Ritiri
Prima del torneo
- Daniel Evans /  Andy Murray → sostituiti da  John Peers /  Jordan Thompson
- Máximo González /  Andrés Molteni → sostituiti da  Francisco Cerúndolo /  Tomás Martín Etcheverry
- Frances Tiafoe /  Tommy Paul → sostituiti da  Alexander Erler /  Lucas Miedler

## Punti
| Evento    | V   | F   | SF  | QF  | 2T   | 1T | Q  | Q2 | Q1 |
| Singolare | 500 | 330 | 200 | 100 | 50   | 0  | 25 | 13 | 0  |
| Doppio    | 500 | 300 | 180 | 90  | N.D. | 0  | 45 | 25 | 0  |

## Montepremi
| Evento    | V         | F         | SF        | QF       | 2T       | 1T       | Q2      | Q1      |
| Singolare | 421 790 € | 226 945 € | 120 960 € | 61 800 € | 32 990 € | 17 595 € | 9 015 € | 5 060 € |
| Doppio*   | 138 550 € | 73 900 €  | 37 390 €  | 18 690 € | N.D.     | 9 680 €  | N.D.    | N.D.    |

* per team

## Campioni

### Singolare
Tommy Paul ha sconfitto in finale  Lorenzo Musetti con il punteggio di 6-1, 7-6(8).
- È il terzo titolo in carriera per Paul, il secondo in stagione.

### Doppio
Neal Skupski /  Michael Venus hanno sconfitto in finale  Taylor Fritz /  Karen Chačanov con il punteggio di 4-6, 7-6(5), [10-8].